# 백야행 (드라마)
《백야행》(白夜行)은 2006년 1월 12일부터 3월 23일까지 TBS에서 방송된 일본의 텔레비전 드라마이다. 시간은 매주 목요일 밤 9시 ~ 9시 54분에 첫회는 1시간 연장하여 11시 9분까지 방송되었다. 전 11회. 주연은 야마다 타카유키, 아야세 하루카. 평균 시청률 12.8%, 최고 시청률 14.2%를 기록하였다.

## 개요
- 2004년 드라마 《세상의 중심에서 사랑을 외치다》 에서도 연인으로 출연한 야마다 타카유키와 아야세 하루카가 다시 한 번 연인으로 출연하는 드라마이다. 연출과 프로듀서 또한 동일하다.
- 제48회 더 텔레비전 드라마 아카데미 시상식에서 4관왕을 달성했다. 최우수 작품상, 남우주연상 (야마다 타카유키), 여우조연상 (아야세 하루카), 남우조연상 (타케다 테츠야)이 수상했다.
- 원작은 1999년 단행본, 2002년 문고판이 발행되어 총 200만부의 판매고를 올린 작품으로, 원작에서는 두 사람의 19년간이 그려지나 드라마에서는 14년간을 그리며, 첫 회부터 엔딩을 미리 보여주면서 드라마 전개를 시작해간다.
- 텔레비전 드라마 엔딩과 DVD 엔딩이 서로 다르다.

캐치프레이즈는 〈"사랑이 죄였다. 만날 수 없는 것이 징벌이였다."〉

## 줄거리
어린 시절 첫사랑의 소녀를 돕기 위해 아버지를 죽인 소년과 그 소년을 감싸기 위해 어머니를 죽인 소녀의 잔인한 14년간의 사랑의 궤적을 그린 이야기. 두 사람은 단지 태양 아래에서 손을 잡고 걷고 싶었다 뿐인데....

## 출연진
주요 인물
- 기리하라 료지: 야마다 다카유키(18세~25세), 이즈미사와 유키(어린 시절)
- 가라사와 유키호: 아야세 하루카(18세~26세)
- 니시모토 유키호: 후쿠다 마유코(가라사와 유키호의 어린 시절)
- 마쓰우라 이사무: 와타베 아츠로(특별출연)
- 사사가키 준조: 타케다 테츠야

그외 인물
- 히라타 미츠루
- 아소우 유미
- 카시와바라 타카시
- 타나카 코타로
- 코이데 케이스케
- 다나카 케이
- 야치구사 카오루(특별출연)
- 오쿠누키 카오루
- 마토바 코지
- 오오츠카 치히로
- 쿠라사와 모모코
- 오노우에 히로유키
- 카스가이 세이나
- 시오야 슌
- 사토 히토미
- 카아이 미치코
- 요 키미코
- 니시다 나오미
- 타케노 이사오

## 제작진
- 원작 : 히가시노 게이고 《백야행》(슈우에샤)
- 각본 : 모리시타 요시코
- 프로듀서 : 이시마루 아키히코
- 연출 : 히라카와 유이치로, 나스다 준, 이시이 야스하루, 다카하시 마사나오
- 음악 : 코노 신
- 음악 프로듀서 : 시다 히로히데
- 제작 협력 : 사무실 크레센도
- 제작 : TBS 텔레비전
- 제작·저작권 : TBS

## 주제가
- 시바사키 코우 - 〈그림자〉 (레이블 : 유니버설 뮤직 재팬)

## 방송일 및 부제·시청률
| 화수                                                           | 방송일          | 부제 | 연출              | 시청률 |
| -------------------------------------------------------------- | --------------- | --- | ----------------- | ------ |
| 제1화                                                          | 2006년 1월 12일 | 히가시노 게이고 기념비적 명작 기적의 드라마화!! 소년은 어째서 아버지를? 소녀는 어째서 어머니를? 14년간의 장대한 사랑과 절망의 이야기 | 히라카와 유이치로 | 14.2%  |
| 제2화                                                          | 2006년 1월 19일 | 닫힌 미래에 | 히라카와 유이치로 | 13.4%  |
| 제3화                                                          | 2006년 1월 26일 | 안녕의 빛 | 나스다 준         | 11.0%  |
| 제4화                                                          | 2006년 2월 2일  | 죄와 벌 | 이시이 야스하루   | 10.7%  |
| 제5화                                                          | 2006년 2월 9일  | 결별하는 두 사람 | 히라카와 유이치로 | 11.8%  |
| 제6화                                                          | 2006년 2월 16일 | 백야의 마지막 | 나스다 준         | 10.7%  |
| 제7화                                                          | 2006년 2월 23일 | 아름다운 망령의 결의 | 이시이 야스하루   | 12.3%  |
| 제8화                                                          | 2006년 3월 2일  | 진흙 속에 핀 꽃의 꿈 | 히라카와 유이치로 | 12.3%  |
| 제9화                                                          | 2006년 3월 9일  | 낙오 된 과거 | 다카하시 타다시사 | 12.0%  |
| 제10화                                                         | 2006년 3월 16일 | 열리는 과거의 문 | 히라카와 유이치로 | 12.6%  |
| 최종화                                                         | 2006년 3월 23일 | 백야의 끝에 | 히라카와 유이치로 | 14.1%  |
| 평균 시청률 12.28%(시청률은 관동지구 기준, 비디오 리서치 조사) |                 | |                   |        |